# Фріц Варнеке
Фрідріх «Фріц» Варнеке (нім. Friedrich "Fritz" Warnecke; 25 листопада 1898, Бургдорф — 4 травня 1968, Ронненберг) — німецький воєначальник, генерал-майор вермахту. Кавалер Лицарського хреста Залізного хреста.

## Біографія
Син власника фабрики Людвіга Варнеке і його дружини Луїзи, уродженої фон Шталь. 2 січня 1916 року вступив в Прусську армію. Учасник Першої світової війни. 16 травня 1919 року демобілізований. 11 серпня 1919 року вступив в морську бригаду «Ергардт», 1 вересня 1920 року — в організацію «Консул», 1 червня 1931 року — в штурмовий батальйон фон Кіллінгера. Учасник боїв з поляками у Верхній Сілезії. З 6 січня 1923 року служив в чорному рейхсвері, з 1 лютого 1923 року — в прикордонній охороні. 15 січня 1924 року вийшов у відставку. 
В 1936 році вступив в службу комплектування. З 3 26 серпня 1939 року — командир 8-ї роти 418-го, з 11 лютого 1940 року — 8-ї роти 518-го піхотного полку. Учасник Французької кампанії. З 1 листопада 1940 року — командир 3-го батальйону свого полку. Учасник Німецько-радянської війни. З 5 лютого 1942 року виконував обов'язки командира 516-го піхотного полку. З 8 липня 1942 року — командир 3-го батальйону 517-го піхотного полку, з 11 жовтня виконував обов'язки командира полку. 17 листопада 1942 року відправлений в резерв ОКГ. З 1 травня 1943 року — виконувач обов'язків командира, з 1 липня 1943 року — командир 516-го гренадерського полку. 26 вересня 1944 року знову відправлений в резерв ОКГ. З 19 жовтня по 15 листопада  1944 року пройшов курс командира дивізії, з 25 жовтня по 1 листопада виконував обов'язки командира 170-ї піхотної дивізії. 23 грудня відряджений в штаб головнокомандувача вермахту на Заході. З 29 грудня 1944 по 19 січня 1945 року виконував обов'язки командира дивізійної групи «Яйс», з 28 січня по 11 лютого — 62-ї фольксгренадерської, з 11 лютого по 25 березня — 189-ї піхотної, з 8 квітня і до її розпуску — 256-ї фольксгренадерської дивізії. В кінці війни був взятий в полон. В серпні 1945 року звільнений.

## Нагороди
- Залізний хрест 2-го класу (3 червня 1918)
- Нагрудний знак «За поранення» в чорному (1918)
- Сілезький Орел
  - 2-го ступеня (28 квітня 1920)
  - 1-го ступеня (20 червня 1921)
- Почесний хрест ветерана війни з мечами
- Медаль «За вислугу років у Вермахті» 4-го класу (4 роки)
- Застібка до Залізного хреста 2-го класу (3 липня 1940)
- Залізний хрест 1-го класу (3 липня 1940)
- Німецький хрест в золоті (2 лютого 1942)
- Штурмовий піхотний знак в сріблі (3 березня 1942)
- Нагрудний знак «За поранення» в золоті (15 червня 1942)
- Медаль «За зимову кампанію на Сході 1941/42» (28 червня 1942)
- Лицарський хрест Залізного хреста (22 січня 1943)
- Почесна застібка на орденську стрічку для Сухопутних військ (8 лютого 1943)
- Нагрудний знак ближнього бою в бронзі (15 липня 1943)